# Miss Venezuela 2020
Miss Venezuela 2020 fue la 67.ª edición del certamen Miss Venezuela. Se llevó a cabo en Caracas, Venezuela, en los estudios de Venevisión, transmitido el 24 de septiembre de 2020. 22 candidatas en representación de diversas regiones y estados del país compitieron por el título. En la primera sección del evento fue proclamada Alejandra Conde como Miss Mundo Venezuela, y al final del evento, fueron proclamadas Mariángel Villasmil como Miss Venezuela e Isbel Parra como Miss Internacional Venezuela.
El evento fue pregrabado debido a la pandemia de COVID-19, por lo que en el mismo se anunciaron a las ganadoras, pero fueron coronadas el viernes, 25 de septiembre de 2020, recibiendo la corona de Miss Venezuela Mundo Alejandra Conde por parte de Isabella Rodríguez, Miss Venezuela 2018; Isbel Parra la corona de Miss Venezuela Internacional por parte de Melissa Jiménez, Miss Venezuela Internacional 2019; y Mariángel Villasmil la corona de Miss Venezuela por parte de Thalía Olvino, Miss Venezuela 2019.

## Resultados
El Miss Venezuela 2020 se realizó bajo dos competencias con resultados separados:

### Miss Venezuela

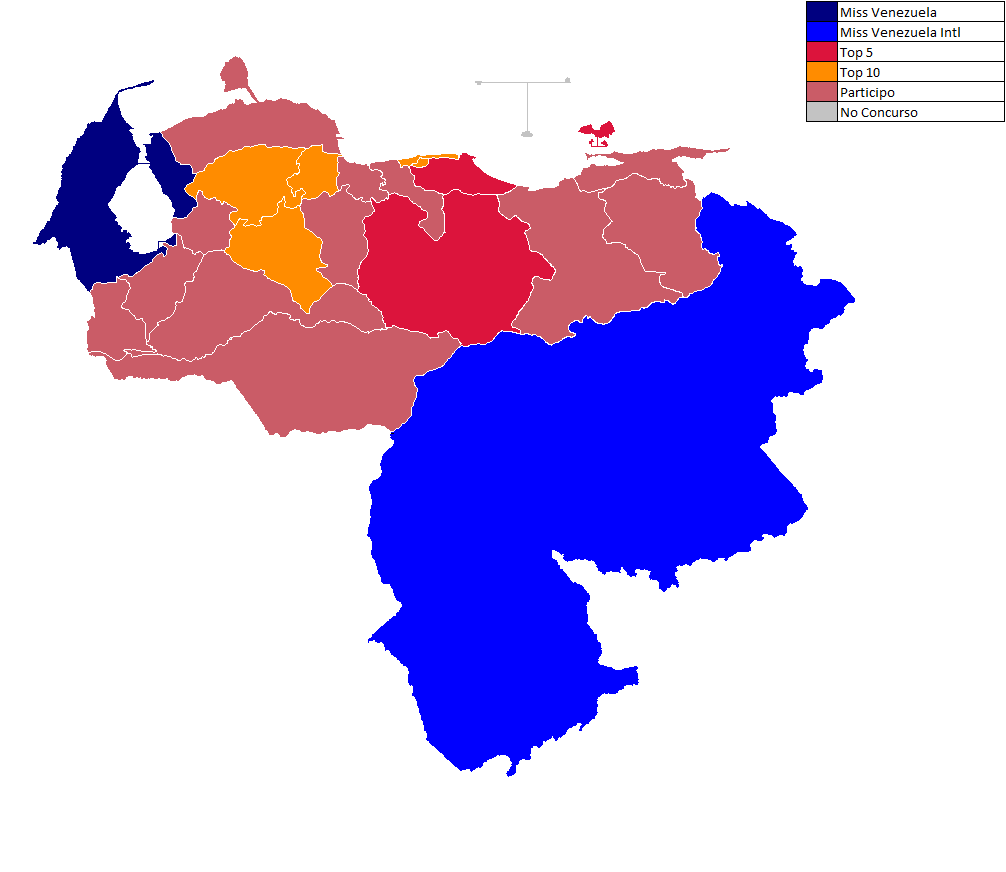
Resultados Miss Venezuela 2020

| Posición                          | Candidata |
| --------------------------------- | --- |
| Miss Venezuela 2020               | - Zulia - Mariángel Villasmil |
| Miss Venezuela International 2020 | - Región Guayana - Isbel Parra |
| Finalistas (Top 5)                | - Guárico - Elizabeth Ramos - Miranda - Luiseth Materán - Nueva Esparta - Valentina Sánchez                                                                     |
| Semifinalistas (Top 10)           | - Distrito Capital - Elizabeth Gasiba - La Guaira - Ismelys Velásquez - Lara - Jhosskaren Carrizo - Portuguesa - Lisandra Chirinos - Yaracuy - Daniela Montañés |

### Miss Mundo Venezuela
Fue la primera ganadora del Miss Venezuela; al llevarse el título de Miss Mundo Venezuela 2020 y obteniendo el derecho de representar a Venezuela; en la 70.ª edición de Miss Mundo.
| Posición                  | Candidata                |
| ------------------------- | ------------------------ |
| Miss Venezuela World 2020 | Aragua - Alejandra Conde |

### Miss Universo Venezuela
El 2 de julio del 2021, la Organización Miss Venezuela designa a Luiseth Materán con un título especial como Miss Universo Venezuela 2021, convirtiéndose así en la cuarta venezolana que participa en Miss Universo por la vía de la designación, la última vez que dicha situación se dio fue en 1991, con Jackeline Rodríguez.
| Posición                     | Candidata                 |
| ---------------------------- | ------------------------- |
| Miss Universo Venezuela 2021 | Miranda - Luiseth Materán |

### Premiaciones especiales
| Premio                        | Candidata                           |
| ----------------------------- | ----------------------------------- |
| Amistad                       | Yaracuy - Daniela Montañes          |
| Cabello Radiante              | Cojedes - Camile Ramírez            |
| Estética y Salud              | Táchira - Ana Karina Pereira        |
| Fotogénica                    | Distrito Capital - Elizabeth Gasiba |
| Glamour                       | Lara - Jhosskaren Carrizo           |
| Mejor Diseño                  | Yaracuy - Daniela Montañes          |
| Manos de Pasarela             | Táchira - Ana Karina Pereira        |
| Rostro Absoluto de la Belleza | Portuguesa - Lisandra Chirinos      |
| Sonrisa                       | Portuguesa - Lisandra Chirinos      |

### Retos
| Reto        | Candidata                      |
| ----------- | ------------------------------ |
| Solidaridad | Miranda - Luiseth Materán      |
| Top Model   | Guárico - Elizabeth Ramos      |
| Talento     | Portuguesa - Lisandra Chirinos |

## Organización y competencia

### Planificación inicial de la temporada
A inicios del año 2020, la Organización Miss Venezuela dio inicio a las postulaciones virtuales para ser candidatas al Miss Venezuela 2020, siendo por tercer año consecutivo virtuales, culminándose el 31 de enero de 2020. Con estas postulaciones, el Comité Ejecutivo con sus equipos evaluadores preseleccionaron aspirantes para el concurso de este año, quienes fueron sometidas a la Evaluación Presencial Integral (EPI), de la que se obtuvieron las 24 candidatas oficiales del Miss Venezuela 2020 para competir en dos eventos: Miss World Venezuela en abril, y el Miss Venezuela en mayo.

### Cambios por pandemia de COVID-19
Por la implementación del Estado de Alarma en el país en atención a la Pandemia de COVID-19 existente en el mundo, la Organización Miss Venezuela debió proceder a un ajuste de la Temporada de la Belleza 2020 para poder implementar las medidas preventivas en materia de salud exigidas en el país para minimizar la propagación, con lo que el concurso tuvo que ser pospuesto para el mes de septiembre. El viernes 26 de junio de 2020, se realizó la entrega de bandas a las candidatas durante la emisión del programa Portada's, la cual se hizo de manera electrónica y no presencial en el programa, destacándose que el Comité Ejecutivo realizó la asignación considerando los estados natales y afinidades de las candidatas con los diferentes estados en los que se divide territorialmente el país.
La Organización Miss Venezuela anunció que, dadas las restricciones existentes en el país por la Pandemia de COVID-19 y la implementación de medidas preventivas, las diferentes etapas de ambos concursos serán pregrabadas y con las grabaciones, el Comité de Selección tomará la decisión de qué candidatas representarán al país en los concursos Miss Universo, Miss Mundo y Miss Internacional, teniéndose un programa separado de coronación después de que sean anunciados los resultados.

### Métodos de selección
El Miss Venezuela 2020 tiene previsto realizar dos eventos finales separados, el Miss World Venezuela y el Miss Venezuela. No obstante, todas las actividades y evaluaciones preliminares se realizan de manera integrada a través de puntuaciones por parte del Comité Ejecutivo, el equipo de trabajo del Miss Venezuela y el Comité de Selección para la entrevista y las actividades finales, las cuales fueron realizadas con antelación para mostrarse en la noche final las grabaciones.
La noche final tuvo evaluaciones diferentes para cada evento:
- Miss World Venezuela: las candidatas se sometieron a diferentes retos previos para la selección de las semifinalistas. Los resultados de estos retos, en conjunto con la entrevista del Comité de Selección y la evaluación del Comité Ejecutivo con miembros del Miss Venezuela determinan a la nueva Miss World Venezuela.
- Miss Venezuela: las candidatas se presentaron a la competencia en traje de baño y en traje de gala. Los resultados de éstos, en conjunto con la entrevista del Comité de Selección y la evaluación del Comité Ejecutivo con miembros del Miss Venezuela, determinan las diez semifinalistas (Top 10), las cuáles luego fueron sometidas a una ronda de preguntas y así reducir el grupo a cinco finalistas (Top 5). Estás últimas 5 hicieron su Final Look, con lo que se define quién es la nueva Miss Venezuela y Miss Venezuela International.

### Comité de selección
El Comité de Selección de las tres ganadoras del Miss Venezuela 2020 está conformado por:
- Antonio Delli: actor y locutor.
- Guillermo Felizola: fotógrafo.
- Irene Esser: modelo, actriz y Miss Venezuela 2011.
- Laura Vieira: periodista y animadora.
- Leudo González: administrador y presidente de Conseturismo.
- Natalia Moretti: actriz y animadora.
- Patricia Valladares: abogada y presidente de AVEM.
- Shairi Arredondo: asesora de imagen y diseñadora de moda sostenible.
- Wilmer Machado: actor y cantante.

### Representación en concursos internacionales
Las ganadoras de la edición 2020 del Miss Venezuela representarán al país en las tres competencias de belleza internacionales más importantes del mundo: Miss Universo, Miss Mundo y Miss Internacional. No obstante, como parte de la Pandemia de COVID-19, las tres competencias se vieron en la necesidad de reprogramar los eventos previstos para el 2020. En el caso de Miss Universo 2020, se realizó el domingo 16 de mayo del 2021, en Hollywood, Florida; donde Mariángel Villasmil no logró clasificar. Es importante aclarar que aunque el vento se realizó en 2021 corresponde al 2020, por lo que se prevé realizar dos eventos el mismo año, mientras que el Miss Mundo y Miss Internacional cancelaron las ediciones de 2020, siendo la siguiente competencia la correspondiente al año 2021, programadas para finales de 2021, teniendo las ganadoras de los títulos Miss World Venezuela y Miss International Venezuela más de un año de antelación para su preparación al evento correspondiente.

## Candidatas
22 candidatas participaron en el certamen. (En la tabla se utiliza su nombre completo, los sobrenombres van entrecomillados y los apellidos utilizados como nombre artístico, entre paréntesis; fuera de ella se utilizan sus nombres «artísticos» o simplificados)
| Estado/Región    | Candidata                                   | Edad | Estatura        | Ciudad natal  |
| ---------------- | ------------------------------------------- | ---- | --------------- | ------------- |
| Anzoátegui       | Mayra Alejandra Goyo Hernández              | 23   | 1,75 m (5′ 9″)  | Maracay       |
| Apure            | Karla Patricia Sánchez Martínez             | 19   | 1,81 m (5′ 11″) | Maracaibo     |
| Aragua           | Alejandra José Conde Licón                  | 23   | 1,70 m (5′ 7″)  | Villa de Cura |
| Barinas          | Haydalic Coromoto Urbano Gudiño             | 25   | 1,75 m (5′ 9″)  | Barinas       |
| Carabobo         | Daniela Alejandra Chmatil Alcalá            | 19   | 1,73 m (5′ 8″)  | Valencia      |
| Cojedes          | Camile Lucía Ramírez Aponte                 | 23   | 1,73 m (5′ 8″)  | Maracay       |
| Distrito Capital | Elizabeth Mariana Carolina Gasiba de la Hoz | 23   | 1,77 m (5′ 10″) | Caracas       |
| Falcón           | Betzabeth Hernández Lugo                    | 19   | 1,76 m (5′ 9″)  | Tucacas       |
| Guárico          | Yoseph Elizabeth Ramos Rojas                | 24   | 1,78 m (5′ 10″) | Zaraza        |
| La Guaira        | Ismelys Milagros del Valle Velásquez Lugo   | 21   | 1,74 m (5′ 9″)  | Catia La Mar  |
| Lara             | Jhosskaren Smiller Carrizo Orozco           | 25   | 1,79 m (5′ 10″) | Barquisimeto  |
| Mérida           | Evelyn Sabrina Deraneck Molina              | 21   | 1,78 m (5′ 10″) | Mérida        |
| Miranda          | Luiseth Emiliana Materán Bolaño             | 24   | 1,78 m (5′ 10″) | Los Teques    |
| Monagas          | María Antonietta Silva Ortega               | 21   | 1,70 m (5′ 7″)  | Caripe        |
| Nueva Esparta    | Valentina Belén Sánchez Trivella            | 25   | 1,80 m (5′ 11″) | Porlamar      |
| Portuguesa       | Lisandra María Chirinos Guillén             | 24   | 1,78 m (5′ 10″) | Valencia      |
| Región Guayana   | Isbel Cristina Parra Santos                 | 26   | 1,77 m (5′ 10″) | Caracas       |
| Sucre            | Dennifer Michelle Suárez Anzola             | 24   | 1,76 m (5′ 9″)  | Barquisimeto  |
| Táchira          | Ana Karina Pereira Contreras                | 22   | 1,74 m (5′ 9″)  | Caracas       |
| Trujillo         | Claudia Isabel Bardi Arismendi              | 24   | 1,73 m (5′ 8″)  | Valera        |
| Yaracuy          | Daniela Beatriz Montañés Perrone            | 27   | 1,76 m (5′ 9″)  | Caracas       |
| Zulia            | Mariángel Villasmil Arteaga                 | 24   | 1,76 m (5′ 9″)  | Ciudad Ojeda  |

### Retiros
- María Estefanie Colmenares Rubio se retiró de Miss Venezuela 2020 por motivos personales luego de la suspensión del concurso por el COVID-19 en abril de 2020.

### Cambios de nomenclatura
- El antiguo estado Vargas a partir de este año pasó a llamarse estado La Guaira.
- Dado el retiro de una candidata y la descalificación de otra, se integraron tres estados (Delta Amacuro, Bolívar y Amazonas) en una única banda denominada Región Guayana.

### Descalificaciones
- Laura Virginia Zabaleta Casado fue descalificada de la competencia por incumplimiento de su contrato como candidata oficial.